# Библиотека Джо и Рика Мансуэто
Библиотека Джо и Рика Мансуэто — новейшая библиотека Чикагского университета, названная в честь выпускников Джо Мансуэто и Рики Мансуэто. Библиотека вмещает 3,5 миллиона томов. Знаменита своим куполом, который был разработан Яном Хельмутом.

## История и строительство
Библиотека Мансуэто, спроектированная чикагским архитектором Яном Хельмутом, состоит из читального зала со стеклянным куполом, расположенного над закрытыми книжными стеллажами с высокой плотностью размещения, к которым можно получить доступ через автоматизированную систему хранения и поиска. Физический поиск осуществляется несколькими роботизированными кранами, скорость работы роботом составляет в среднем около 3 минут на запрос. Здание библиотеки позволяет университету хранить подавляющее большинство своих библиотечных фондов на территории кампуса в центре города. Прогноз для размещения новых поступлений — примерно 20 лет.
Проектирование библиотеки началось после исследований, начатых в 2003 году целевой группой факультета, поскольку в других библиотеках кампуса, в первую очередь в библиотеке Регенштейна, не хватало места для новых книг. В 2005 году попечительский совет одобрил строительство склада высокой плотности рядом со зданием библиотеки Регенштейна. Выбор Яна Хельмута был сделан в феврале 2006 года. Строительство началось в 2008 году, а открытие здания состоялось в конце 2011 года.
Высота хранилища в новом здании библиотеки составляет 15 метров при длине около 70 метров, полки поднимаются прямо до потолка. Между стеллажами передвигается конструкция, которая самостоятельно обнаруживает нужную книгу из общей коллекции в 3,5 миллиона экземпляров; всего в книгохранилище работают пять таких роботов. Это решение позволяет быстрее обслуживать читателей, потому что в традиционном варианте между требованием и выдачей книги обычно проходит неделя. А эффективная конструкция стеллажей с расположенным в специальных ящиках книгами позволяет уплотнить хранилище в семь раз.
Подземное книгохранилище состоит из пяти этажей.
Все книги и журналы запакованы в специальные металлические кожухи. Каждый такой кожух может содержать около 100 изданий — они сортируются не в алфавитном порядке, а по размеру. Эти кожухи хранятся в специальных стойках, предохраняющих их от воздействия влаги.
Все заказы принимает электронный «библиотекарь». Каждый экземпляр книги снабжён уникальной электронной меткой, содержащей всю информацию об издании. Система передает информацию в подземное хранилище, откуда роботизированная техника доставит физический экземпляр книги или, как альтернативный вариант, выведет текст с оцифрованного издания на экран монитора.
В северной части купола разместили отдел реставрации площадью 6 000 м2.

## Награды
За годы, прошедшие после открытия, библиотека Мансуэто получила несколько архитектурных наград. Среди них была награда за выдающиеся заслуги в строительстве от Американского института архитекторов в Чикаго в 2011 году. Библиотека также заняла второе место в Первом Бакинском международном архитектурном конкурсе и стала финалистом премии Чикагского строительного конгресса за новое строительство (Chicago Building Congress New Construction) в категории библиотек Architizer A + Awards.
Уникальный стеклянный дизайн библиотеке использовали в 2013 году создатели фильма «Дивергент». Также в некоторых сценах футуристического антиутопического фильма приняли участие студенты университета. Библиотека также была частью нескольких курсов в рамках акций Scavenger Hunt Чикагского университета, более известного среди преподавателей и студентов как Scav.

## Цифры
Данные по конструкции библиотеки:

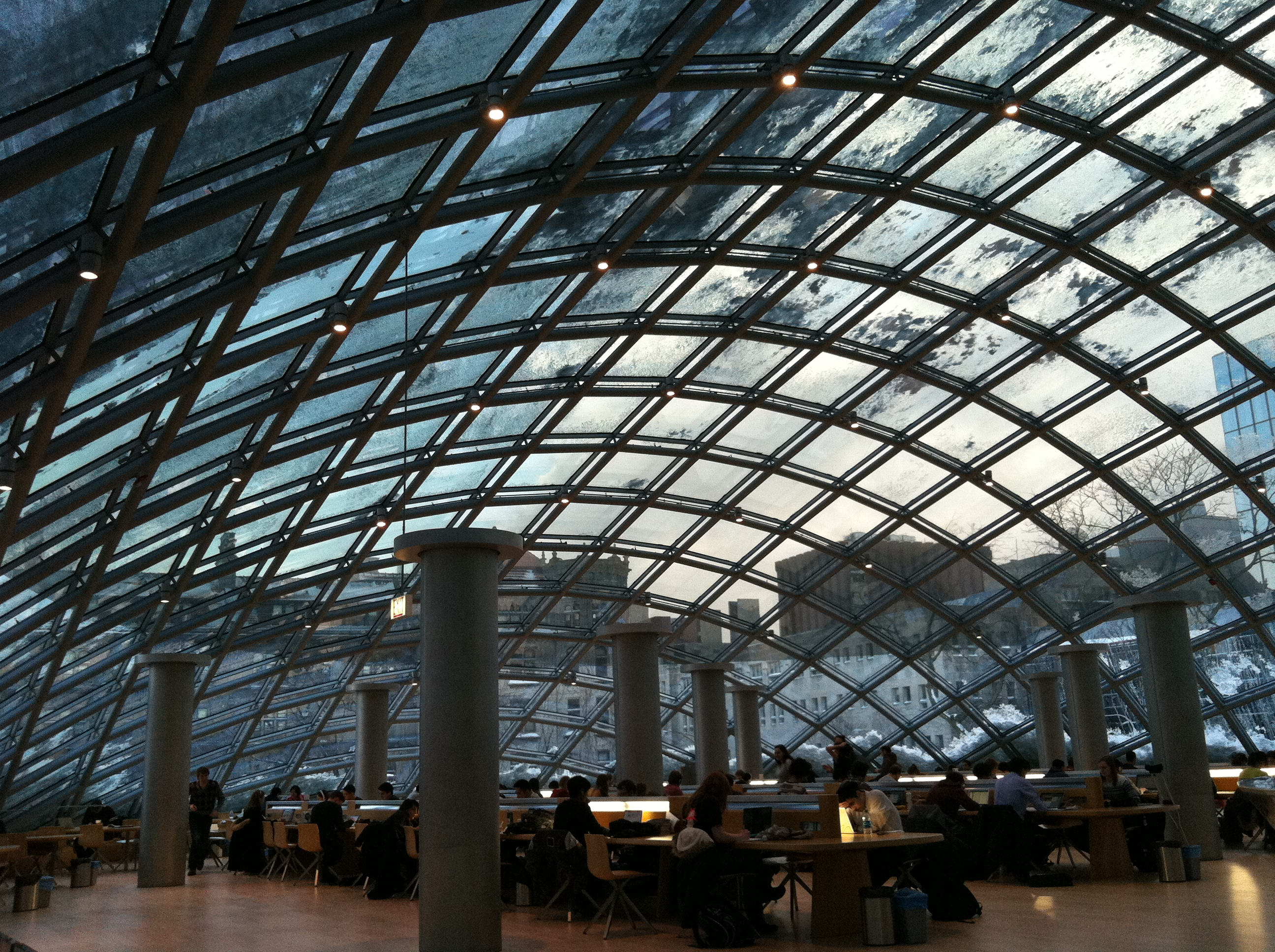
Вид изнутри библиотеки

- Высота купола в самой высокой точке: 35 футов
- Длина: 240 футов
- Ширина: 120 футов
- Емкость хранилища: 3,5 миллиона томов
- Библиотеки Северной Америки с более крупными автоматизированными системами хранения и поиска: 0
- Типичное время поиска книги: 5 минут